# Primera División de Chile 1966
El Campeonato Nacional de Fútbol de la Primera División de 1966 fue el torneo disputado en la 34.ª temporada de la máxima categoría del fútbol profesional chileno, con la participación de 18 equipos.
El torneo se jugó en dos rondas con un sistema de todos-contra-todos.
El campeón fue Universidad Católica que logró su cuarto campeonato.

## Tabla Final
| Pos | Equipo               | PJ | PG | PE | PP | GF | GC | Dif | Pts |
| --- | -------------------- | -- | -- | -- | -- | -- | -- | --- | --- |
| 1   | Universidad Católica | 34 | 20 | 8  | 6  | 70 | 34 | 36  | 48  |
| 2   | Colo-Colo            | 34 | 17 | 10 | 7  | 63 | 42 | 21  | 44  |
| 3   | Santiago Wanderers   | 34 | 16 | 11 | 7  | 46 | 33 | 13  | 43  |
| 4   | Universidad de Chile | 34 | 18 | 6  | 10 | 79 | 49 | 30  | 42  |
| 5   | Palestino            | 34 | 14 | 10 | 10 | 52 | 40 | 12  | 38  |
| 6   | Magallanes           | 34 | 14 | 10 | 10 | 46 | 48 | -2  | 38  |
| 7   | Deportes La Serena   | 34 | 12 | 12 | 10 | 46 | 42 | 4   | 36  |
| 8   | Green Cross-Temuco   | 34 | 12 | 11 | 11 | 64 | 52 | 12  | 35  |
| 9   | O'Higgins            | 34 | 12 | 11 | 11 | 43 | 48 | -5  | 35  |
| 10  | Unión La Calera      | 34 | 12 | 7  | 15 | 45 | 60 | -15 | 31  |
| 11  | Rangers              | 34 | 10 | 10 | 14 | 65 | 65 | 0   | 30  |
| 12  | Audax Italiano       | 34 | 9  | 12 | 13 | 52 | 56 | -4  | 30  |
| 13  | Everton              | 34 | 12 | 6  | 16 | 47 | 57 | -10 | 30  |
| 14  | Unión San Felipe     | 34 | 11 | 7  | 16 | 57 | 65 | -8  | 29  |
| 15  | Unión Española       | 34 | 9  | 10 | 15 | 37 | 46 | -9  | 28  |
| 16  | San Luis             | 34 | 8  | 12 | 14 | 35 | 49 | -14 | 28  |
| 17  | Santiago Morning     | 34 | 8  | 8  | 18 | 41 | 69 | -28 | 24  |
| 18  | Ferrobádminton       | 34 | 8  | 7  | 19 | 45 | 78 | -33 | 23  |

PJ=Partidos jugados; PG=Partidos ganados; PE=Partidos empatados; PP=Partidos perdidos; GF=Goles a favor; GC=Goles en contra; Dif=Diferencia de gol; Pts=Puntos
|  | Campeón. Clasifica a Copa Libertadores 1967. |
|  | Clasifica a Copa Libertadores 1967.          |
|  | Desciende a Segunda División                 |

## Campeón
| Chile                          |
| Universidad Católica 4º Título |

## Goleadores
| Jugador              | Jugador           | Goles | Equipo               |
| -------------------- | ----------------- | ----- | -------------------- |
| Bandera de Argentina | Felipe Bracamonte | 21    | Unión San Felipe     |
| Bandera de Chile     | Carlos Campos     | 21    | Universidad de Chile |